# Eršiči
Eršiči (in russo Ершичи?) è un villaggio dell'oblast' di Smolensk, in Russia; è il centro amministrativo del distretto Eršičskij.
Si trova nella parte meridionale della regione, sul fiume Iput', 140 km a sud di Smolensk.